# Souphaphone Somvichith
Souphaphone Somvichith (laosià: ສຸພາພອນ ສົມວິຈິດ)  (Pakse, 7 d'octubre de 1997) és una model laosiana i participant de concursos de bellesa. Va guanyar el concurs Miss Univers Laos 2017, que li va permetre representar Laos al Miss Univers. És la primera laosiana que participa al Miss Univers.

## Joventut i estudis
Somvichith va néixer a Pakse el 7 d'octubre de 1997. Va estudiar al Comcenter College, on és va especialitzar en Administració d'Empreses.

## Miss Univers Laos 2017
Somvichith va ser coronada Miss Univers Laos 2017 al Centre Nacional de Convencions de Laos, a Vientiane, el 26 d'agost de 2017. Posteriorment va competir pel títol de Miss Univers 2017.